# Canadian Singles Chart
Canadian Singles Chart, den kanadensiska singellistan, är en topplista som kompletteras av USA-baserade musikföretaget Nielsen SoundScan. Listorna publiceras varje torsdag av Jam! Canoe och Billboard.
Listan startade 1996, med totalt 200 placeringar (med de 50 främsta publicerade av Jam!). Men senare började singelmarknaden i Kanada minska i betydelse, och numera syns bara de 10 främsta på SoundScan-listan (SoundScans regler säger att minst 10 exemplar måste säljas för att en singel skall nå listan).
Sedan början av 1990-talet har singelförsäljningen i Kanada minskat kraftigt, och snart fanns de flesta låtarna inte längre tillgängliga som kommersiella singlar. Därför reflekterade listan snart inte kanadensarnas musiklyssnande. Ett av de mest berömda exemplen är Elton Johns välgörenhetssingel "Candle in the Wind '97"/"Something About the Way You Look Tonight" som stannade bland de 20 främsta i tre år. Runt 2004 fortsatte försäljningarna i Kanada att minska, då nedladdningen vuxit i popularitet. På grund av detta är inte försäljningarna i Kanada lika betydelsefulla som de varit under 1990-talet och början av 2000-talets första decennium, och singlarna brukade snart stanna ännu längre på listorna.
2005 startade Nielsen SoundScan listan Digital Tracks, baserad på nedladdningsförsäljningar från Napster, puretracks, iTunes Canada och Archambault. 2006 introducerade SoundScan listan Digital Songs Chart, som blandade alla versioner av varje låt och rankade dem därefter (olika versioner av varje låt dök upp separat på Digital Tracks Chart). Digital Songs Chart finns på CANOE och Billboard.biz.
Billboard införde sin egen singellista för Kanada, Canadian Hot 100, den 7 juni 2007. Den är baserad på försäljningsdata för digital nedladdning av singlar från Nielsen SoundScan och radiolyssnande från Nielsen BDS.